# 大人のコンソメ
『大人のコンソメ』（おとなのこんそめ）とは2003年10月1日から2004年3月24日まで毎週水曜日24：09からテレビ東京で放送されていたバラエティ番組。　

## 概説
大人達がどれだけ子供の疑問に答えられるか、出演者達が街頭インタビューで、調べる。後に専門家に疑問を正しく回答して貰う。　番組内ではコンソメを知識が浅い人間指す言葉で、逆にポタージュは博識な人間を指す言葉として使用されていた。
放送終了から6年後の2010年、番組立ち上げ当初に番組スタッフに取材していた広川峯啓がAll Aboutで本番組を取り上げた。本番組はテレ東の深夜バラエティ番組隆盛のきっかけとなり、その後のバラエティ番組に大きな影響を残した、本番組の精神は後進番組『ゴッドタン』をはじめ、『モヤモヤさまぁ〜ず2』『アリケン』『やりすぎコージー』『音楽ば〜か』に受け継がれていると批評した。また、2003年にあのレギュラーメンバーを揃えたことに制作サイドの目利きが窺えるともコメントした。

## 主なコーナー
教えてコンソメ
- 番組初期のメインコーナー。子供のささやかな疑問に対して。レギュラー陣がその疑問に対して大人にインタビューをする企画。まず珍答をした大人のインタビューを流しそのあとその疑問に詳しい専門家にインタビューして本当の答えを教えてもらう。しかし、専門家にも失礼な発言や行動をして専門家を困らせるという演出がされていた。

ポタージュ1/9(途中から1/6)　
- 他人を欺き、嘘を突き通す、大人の底力が試されるクイズコーナー。この番組の後期メインコーナー。
- ルール

まずは、抽選で1名の親を決定。親にはあらかじめ正解を教えておき、制限時間10分間で8つの、もっともらしいうその答えを作り、9面マルチに正解一つを含む9つの答えを掲示して貰う。親は子の質問にもっともらしく答え、子のプレイヤーの目を欺かなければならない。つまり、親のプレイヤーが解答の選択肢を考え、子のプレイヤーが正解を見破る。クイズに正解した方には、それぞれ金一封。ただし、1人も正解者が出なかった場合、賞金は親の総獲りになる。　
最初は1/9だったが途中から「短時間で8個も嘘解答を考えるのが大変」という理由で1/6になった。
ブルードラゴン　
- 相手に指一本触れずに青汁を飲ませる。つまりは巧みな話術を用いて、相手が自分から飲む様に誘導する。このコーナーに出演したくりぃむしちゅーからは「思い切った企画」と評された。このコーナーは「人は舌1つでどれだけ人を動かす事（誘導）が出来るか」をコンセプトにした同局『ゴッドタン』で受け継がれた。

大人のおしるこ　
- 一般の人に過去の恋愛話を聞く。

大人の紙芝居　
- 一般人に4コマ紙芝居を描いてもらう。

## スタッフ
- ナレーター：銀河万丈
- 構成：堀田延、北本かつら、オークラ、相澤昇、くらなり、蒲田幸成、米川栄一、川上テッペイ・笠博勝
- タイトルデザイン：上田大樹(Instant wife)
- 協力：太田プロ、ケイダッシュ、人力舎、ホリプロコム、吉本興業
- AP：五箇公貴(テレビ東京)、中嶋香り(NAVI)
- ディレクター：井上雅晴(テレビ東京)、斎藤崇、田村育.(NAVI)
- 総合演出：佐久間宣行(テレビ東京)
- プロデューサー：伊藤隆行(テレビ東京)、志岐誠（NAVI）
- 制作協力：NAVI
- 製作著作：テレビ東京

## 作品
- 大人のコンソメ〜5倍濃縮パック(業務用)〜（ポニーキャニオン、2004年4月28日）